# Alexandre Pantoja
Alexandre Pantoja Passidomo (Rio de Janeiro, 16 de abril de 1990) é um lutador profissional de artes marciais mistas brasileiro. Atualmente compete na divisão dos pesos-mosca do Ultimate Fighting Championship (UFC), onde é o atual Campeão Peso-Mosca do UFC. Em 19 de agosto de 2025, ocupa a 5ª colocação no ranking peso-por-peso masculino do UFC.
Pantoja conquistou o Cinturão Peso-Mosca do UFC ao derrotar Brandon Moreno no UFC 290 em 8 de julho de 2023. Desde então, ele defendeu o cinturão quatro vezes consecutivas enquanto está em uma sequência de oito vitórias. Pantoja detém muitos recordes do UFC na divisão dos pesos-mosca, incluindo o de maior número de vitórias, maior número de finalizações e maior número de vitórias pela via rápida. Ele também é o primeiro peso-mosca masculino do UFC a vencer uma luta pelo cinturão aos 35 anos ou mais. Em sua carreira profissional de 35 lutas, Pantoja nunca foi derrotado pela via rápida (nocauteado ou finalizado) por um oponente.

## Biografia
Alexandre Pantoja nasceu e cresceu na cidade do Rio de Janeiro. Caçula de três filhos, sua mãe Ester Pantoja, foi adotada ainda na infância por não ter condições de ser criada por seus pais biológicos. O sobrenome “Pantoja”, herdado da família adotiva de sua mãe, foi assumido por Alexandre e, segundo ele, carregado com orgulho ao longo de sua carreira no MMA.
Na infância, vivenciou momentos difíceis com a separação dos pais, após conflitos familiares que levaram seu pai a deixar o lar. Criado majoritariamente pela mãe, conheceu o jiu-jitsu brasileiro aos 11 anos por influência do padrasto Moraes, com quem começou a treinar na tradicional academia do renomado mestre Osvaldo Alves, em Copacabana. Aos 12 anos, mudou-se com a família para Arraial do Cabo, onde passou a treinar com garotos da sua idade pela primeira vez, já que até então convivia apenas com atletas mais velhos.
Apesar do início promissor nas artes marciais, sua relação com o padrasto se deteriorou devido a problemas com álcool, o que levou Pantoja a se mudar para a Bahia, onde passou a viver com o pai. Lá, manteve sua dedicação ao jiu-jitsu e começou a dar aulas da modalidade com apenas 15 anos, além de conquistar seu primeiro título estadual na arte suave.
De volta a Arraial do Cabo, participou de um campeonato de jiu-jitsu realizado em um ringue, onde teve o primeiro contato com o muay thai. Encantado pela nova arte marcial, iniciou os treinos sob orientação do mestre Helbert Reis, acumulando diversas vitórias em competições da modalidade. Entretanto, devido à falta de retorno financeiro no muay thai, muitas vezes precisando pagar para competir, decidiu migrar para as artes marciais mistas. Sua estreia profissional no MMA ocorreu aos 17 anos.

## Carreira no MMA

### Começo da carreira
Pantoja fez sua estreia profissional nas artes marciais mistas em 2007 num evento local chamado Vila Fight, realizado no Morro dos Macacos, no bairro da Vila Isabel, no Rio de Janeiro. Segundo Pantoja, o evento era organizado por traficantes da região. Pantoja venceu por finalização com uma chave de braço ainda no primeiro round.
Pantoja realizou sua segunda luta em agosto de 2008, no evento Rocinha Fight, realizado na favela da Rocinha, no Rio de Janeiro. Na ocasião, venceu por nocaute técnico com socos no segundo round. Em setembro, Pantoja foi escalado para lutar no evento WOCS, realizado na Barra da Tijuca. O card contou com a presença do futuro campeão peso-galo do UFC, Renan Barão, ainda no início de sua carreira. Nesta ocasião, Pantoja sofreu a primeira derrota de sua carreira profissional, sendo superado por decisão dividida dos juízes.

### Shooto Brazil
Pantoja fez sua estreia em um dos maiores e mais renomados eventos de MMA nacional, o Shooto Brazil, em 28 de março de 2009, na 11ª edição do evento, enfrentando Gabriel Wolff. Ele venceu por nocaute técnico após paralisação médica. Em 30 de maio de 2009, retornou ao evento na 12ª edição, onde enfrentou Bruno Moreno e novamente venceu por nocaute técnico, também por intervenção médica. No dia 27 de agosto de 2009, na edição 13 do Shooto Brazil, Pantoja enfrentou Michael William Costa e venceu por decisão unânime.
Pantoja retornou ao evento WOCS em 27 de setembro de 2009, durante a quinta edição do torneio, onde venceu Magno Alves por nocaute técnico via socos. Em 12 de dezembro do mesmo ano, enfrentou Ralph Alves no WOCS 6 e venceu por decisão dividida dos juízes. Com isso, Pantoja encerrou seu terceiro ano como lutador profissional com cinco lutas e cinco vitórias.
Pantoja retornou ao Shooto Brazil em 12 de junho de 2010, durante a 16ª edição do evento, quando enfrentou o futuro lutador do UFC Jussier Formiga, sendo derrotado por decisão unânime. Em 17 de setembro do mesmo ano, enfrentou Bruno Azevedo no Shooto Brazil 18 e venceu por finalização no primeiro round, aplicando um mata-leão. Já em 22 de dezembro, enfrentou Samuel de Souza e conquistou mais uma vitória, desta vez por nocaute técnico com cotoveladas e socos.
Em 2011, Pantoja realizou apenas uma luta. No dia 9 de dezembro, enfrentou Sandro Gemaque de Souza no evento Fatality Arena e venceu por nocaute, com golpes de socos.
Pantoja retornou ao Shooto Brazil em 14 de julho de 2012, enfrentando Lincoln de Sá Oliveira no Shooto Brazil 32, e venceu por decisão unânime.
Em 16 de março de 2013, enfrentou Rodrigo Favacho dos Santos no evento MMA Fight Show, vencendo ainda no primeiro round por finalização com um mata-leão. No dia 1º de novembro, enfrentou Daniel Araújo no WOCS 31 e voltou a vencer por mata-leão ainda no primeiro assalto.
No dia 20 de dezembro, no Shooto Brazil 45, Pantoja reencontrou Lincoln de Sá Oliveira em uma revanche válida pelo cinturão da categoria. Após três rounds, sagrou-se campeão ao vencer novamente por decisão unânime dos juízes.

### Resurrection Fighting Alliance
Pantoja realizou sua primeira luta fora do Brasil em 12 de setembro de 2014, em Albuquerque, nos Estados Unidos, pelo evento Resurrection Fighting Alliance (RFA). Em sua estreia na organização, disputou diretamente o cinturão peso-mosca contra Matt Manzanares, vencendo por finalização no segundo round com um mata-leão.
Em 8 de maio de 2015, Pantoja participou do evento RFA vs. Legacy Superfight, uma edição especial que colocava frente a frente campeões das organizações Resurrection Fighting Alliance (RFA) e Legacy FC, que mais tarde se fundiriam para formar a Legacy Fighting Alliance (LFA). Na ocasião, Pantoja enfrentou o campeão do Legacy e ex lutador do WEC e UFC Damacio Page, e teve uma atuação dominante. No segundo round, finalizou o adversário com um estrangulamento triângulo. Page não chegou a bater em desistência, sendo apagado, o que resultou em uma finalização técnica.

### The Ultimate Fighter: Tournament of Champions
Em 11 de maio de 2016, o UFC anunciou que os 16 participantes da temporada do The Ultimate Fighter 24 seriam campeões peso-mosca de diversas organizações ao redor do mundo, com o vencedor garantindo uma oportunidade de disputar o cinturão da categoria contra Demetrious Johnson. Alexandre Pantoja garantiu sua vaga por ser campeão do Resurrection Fighting Alliance (RFA). O elenco completo foi oficialmente revelado em 20 de julho do mesmo ano. Os treinadores da temporada foram os ex-desafiantes ao título dos moscas, Joseph Benavidez e Henry Cejudo, com Pantoja integrando o Time Cejudo.
Pantoja foi ranqueado como o número 1 do Time Cejudo e enfrentou, em sua primeira luta, o 16º colocado do Time Benavidez, Brandon Moreno. Apesar da barreira linguística, os dois chegaram a interagir dentro da casa, com Pantoja falando português e Moreno espanhol, o que facilitou a comunicação entre eles. No octógono, Pantoja venceu Moreno por finalização via mata-leão no segundo round, avançando assim para as quartas de final do reality show.
Pantoja enfrentou seu companheiro de equipe Kai Kara-France nas quartas de final, vencendo por decisão unânime e avançando para as semifinais.
Pantoja enfrentou Hiromasa Ougikubo nas semifinais do torneio e foi derrotado por decisão unânime. Logo após a luta, foi anunciado que ele havia assinado contrato com o UFC.

### Ultimate Fighting Championship
Pantoja fez sua estreia oficial no UFC em 28 de janeiro de 2017, no UFC on Fox: Shevchenko vs. Peña, enfrentando Eric Shelton. Ele venceu a luta por decisão dividida.
Pantoja enfrentou Neil Seery em 16 de julho de 2017, no UFC Fight Night: Nelson vs. Ponzinibbio. Ele venceu a luta por finalização via mata-leão no terceiro round.
Pantoja enfrentou Dustin Ortiz em 20 de janeiro de 2018, no UFC 220. Ele perdeu a luta por decisão unânime.
Pantoja enfrentou Brandon Moreno novamente, em 19 de maio de 2018, no UFC Fight Night: Maia vs. Usman. Ele venceu a luta por decisão unânime.
Pantoja enfrentou Ulka Sasaki em 17 de novembro de 2018, no UFC Fight Night: Magny vs. Ponzinibbio. Ele venceu a luta por finalização com um mata-leão no primeiro round.
Pantoja enfrentou Wilson Reis em 13 de abril de 2019, no UFC 236. Ele venceu a luta por nocaute técnico ainda no primeiro round.
Pantoja enfrentou Deiveson Figueiredo em 27 de julho de 2019, no UFC 240. Ele foi derrotado por decisão unânime dos juízes. A luta foi premiada com o bônus de Luta da Noite.
Pantoja enfrentou Matt Schnell em 21 de dezembro de 2019, no UFC Fight Night: Edgar vs. The Korean Zombie. Ele venceu a luta por nocaute no primeiro round. Essa vitória rendeu a Pantoja seu primeiro bônus de Performance da Noite.
Pantoja enfrentou Askar Askarov no UFC Fight Night: Figueiredo vs. Benavidez 2 em 19 de julho de 2020. Ele perdeu a luta por decisão unânime.
Pantoja estava escalado para enfrentar o estreante na organização e ex-campeão peso-galo do Rizin FF, Manel Kape, no dia 19 de dezembro de 2020, no UFC Fight Night: Thompson vs. Neal. No entanto, Pantoja retirou-se da luta no início de dezembro por motivos não divulgados. O combate acabou acontecendo em 6 de fevereiro de 2021, no UFC Fight Night: Overeem vs. Volkov. Pantoja venceu a luta por decisão unânime.
Pantoja enfrentou Brandon Royval em 21 de agosto de 2021, no UFC on ESPN: Cannonier vs. Gastelum. Ele venceu a luta por finalização via mata-leão no segundo round. Com essa vitória, Pantoja conquistou o bônus de Performance da Noite.
Pantoja estava escalado para disputar o cinturão peso-mosca do UFC, mas uma lesão no joelho o afastou do combate.
Pantoja enfrentou o ex-desafiante ao cinturão peso-mosca do UFC, Alex Perez em 30 de julho de 2022, no UFC 277. Ele venceu a luta com uma finalização por um mata-leão mochilado ainda no primeiro round. A vitória lhe rendeu seu terceiro bônus de Performance da Noite.

### Campeão Peso-Mosca do UFC
Pantoja enfrentou o campeão peso-mosca do UFC Brandon Moreno pela terceira vez no dia 8 de julho de 2023, no UFC 290, em disputa pelo título. Pantoja saiu vitorioso por decisão dividida, conquistando o título da categoria. A luta foi premiada com o bônus de Luta da Noite.
Em sua primeira defesa do cinturão, Pantoja enfrentou Brandon Royval em uma revanche no dia 16 de dezembro de 2023, no UFC 296. Ele defendeu seu título com sucesso, vencendo o combate por decisão unânime.
Pantoja enfrentou Steve Erceg em 4 de maio de 2024, no UFC 301 em sua cidade natal Rio de Janeiro. Ele venceu a luta por decisão unânime e defendeu com sucesso pela segunda vez seu cinturão.
Pantoja fez sua terceira defesa de título no UFC contra o estreante na organização e ex-campeão duas vezes do Rizin no peso-galo, Kai Asakura, em 7 de dezembro de 2024, no UFC 310. Ele venceu a luta com uma finalização técnica com um mata-leão no segundo round. A performance lhe rendeu mais um prêmio de Performance da Noite.
Segundo relatos, Pantoja faria sua quarta defesa de título contra Kai Kara-France em 12 de abril de 2025, no UFC 314. No entanto, por razões desconhecidas, a luta teria sido remarcada para 7 de junho de 2025, no UFC 316, mas não se concretizou. O confronto foi finalmente atualmente, previsto para acontecer em 28 de junho de 2025, no UFC 317. Pantoja venceu por finalização com um mata-leão no terceiro round. Com a vitória, o brasileiro passou a deter os recordes de maior número de vitórias, finalizações e interrupções na história da divisão peso-mosca do UFC. Ele também se tornou o primeiro campeão masculino da categoria a conquistar uma defesa de cinturão aos 35 anos ou mais.

## Vida pessoal
Pantoja é casado com Gabryella Gouvêa Pantoja e pai de dois filhos: Cauã Gouvêa Pantoja, nascido em 2011, e Nicolas Gouvêa Pantoja, nascido em 2014.
Segundo relatos do próprio lutador, quando ainda era bebê, sua mãe teria recebido uma profecia de um morador de rua, que afirmou que seu filho se tornaria um grande desportista, algo que ele acredita ter se concretizado ao longo de sua trajetória no MMA.
Durante a pandemia de COVID‑19, mesmo já integrando o plantel do UFC e estando entre os principais nomes da divisão dos moscas, Pantoja precisou trabalhar como entregador do Uber Eats na Flórida por aproximadamente oito meses para ajudar no sustento da família. Ao longo da carreira, também exerceu outras funções como garçom, pedreiro e marinheiro, buscando manter seus treinos e sustentar sua jornada como atleta profissional.
Pantoja ganhou destaque mundial após conquistar o cinturão dos moscas no UFC 290, não apenas pela performance dentro do octógono, mas também por sua emocionante entrevista pós-luta. Visivelmente emocionado, dedicou a vitória à sua trajetória difícil e fez um desabafo que repercutiu amplamente: “Está orgulhoso de mim agora, pai?”. A frase sintetizou anos de ausência paterna e falta de apoio. Em entrevistas posteriores, Pantoja revelou que cortou relações com o pai há cerca de quatro anos, mantendo contato apenas por mensagem, onde expressou frustração e mágoa por não ter tido sua presença em momentos importantes. Embora seus irmãos ainda mantenham alguma comunicação com o pai, Pantoja afirmou que preferiu se afastar por não tolerar a postura dele, reconhecendo, no entanto, que talvez jamais receba o tipo de pai que sempre desejou.

## Campeonatos e realizações

### Artes Marciais Mistas
- Ultimate Fighting Championship
  -  Campeão Peso-Mosca do UFC  (uma vez, atual)
    - Quatro defesas de título bem-sucedidas vs. Brandon Royval, Steve Erceg, Kai Asakura e Kai Kara-France
    - Segundo maior número de vitórias em lutas por título na história do peso-mosca do UFC (com 5) atrás de (Demetrious Johnson)[74]

  - Luta da Noite (duas vezes) vs. Deiveson Figueiredo e Brandon Moreno 2[39][57]
  - Performance da Noite (quatro vezes) vs. Matt Schnell, Brandon Royval 1, Alex Perez e Kai Asakura[43][51][55][64]
    - Empatado com (Kai Kara-France & Brandon Royval) pelo terceiro maior número de bônus pós-luta na história do peso-mosca do UFC (com 6)[75]

  - Maior número de vitórias na história do peso-mosca do UFC (com 14)[76]
  - Maior número de vitórias por interrupção na história do peso-mosca do UFC (com 8)[77]
  - Maior número de finalizações na história do peso-mosca do UFC (com 6)[78]
    - Quarto maior número de tentativas de finalização na história do peso-mosca do UFC (com 14)[79]

  - Segunda maior sequência de vitórias na história do peso-mosca do UFC (com 8) atrás de (Demetrious Johnson)[80]
  - Quarto maior número de lutas na história do peso-mosca do UFC (com 17)[81]
  - Quarto maior número de quedas aplicadas na história do peso-mosca do UFC (com 40)[82]
  - Quarto maior número de golpes significativos conectados na história do peso-mosca do UFC (com 935)[83]
    - Quinto maior número de golpes totais na história do peso-mosca do UFC (com 1161)[84]

  - Quarto maior tempo total de luta na história do peso-mosca do UFC (3:34:21)[85]
  - Terceiro maior tempo de controle na história do peso-mosca do UFC (1:09:19)[86]
  - Quarto maior tempo em posição dominante na história do peso-mosca do UFC (53:14)[87]
  - UFC Honors Awards
    - 2023: Indicado a Luta do Ano – Escolha do Presidente vs. Brandon Moreno 2[88]

  - UFC.com Awards
    - 2023: 5º lugar em Lutador do Ano[89] & 5º lugar em Luta do Ano vs. Brandon Moreno 2[90]
    - 2024: 8º lugar em Lutador do Ano[91] & 7º lugar em Finalização do Ano vs. Kai Asakura[92]

- Resurrection Fighting Alliance
  - RFA Campeão Peso-Mosca (uma vez)
  - AXS TV Superfight  Campeão Peso-Mosca (uma vez)
- MMAJunkie.com
  - Julho de 2019: Luta do Mês vs. Deiveson Figueiredo[93]
- CombatPress.com
  - 2023: Luta do Ano vs. Brandon Moreno no UFC 290[94]
- World MMA Awards
  - 2024: Indicação – Lutador do Ano Charles 'Mask' Lewis[10]
  - 2024: Indicação – Luta do Ano vs. Brandon Moreno no UFC 290[10]
- MMA Fighting
  - 2023: Primeiro Time All-Star de MMA[95]
  - 2024: Primeiro Time All-Star de MMA[96]
- MMA Mania
  - 2024: 4º lugar em Finalização do Ano vs. Kai Asakura no UFC 310[97]

## Cartel no MMA
| Cartel no MMA   |             |            |
| 35 lutas        | 30 vitórias | 5 derrotas |
| Por nocaute     | 8           | 0          |
| Por finalização | 12          | 0          |
| Por decisão     | 10          | 5          |

| Res.    | Cartel | Oponente                   | Método                                | Evento                                       | Data        | Round | Tempo | Local                      | Notas                                                         |
| ------- | ------ | -------------------------- | ------------------------------------- | -------------------------------------------- | ----------- | ----- | ----- | -------------------------- | ------------------------------------------------------------- |
| Vitória | 30-5   | Kai Kara-France            | Finalização (mata-leão)               | UFC 317: Topuria vs. Oliveira                | 28/06/2025  | 3     | 1:54  | Las Vegas, Nevada          | Defendeu o Cinturão Peso Mosca do UFC.                        |
| Vitória | 29-5   | Kai Asakura                | Finalização Técnica (mata-leão)       | UFC 310: Pantoja vs. Asakura                 | 07/12/2024  | 2     | 2:05  | Las Vegas, Nevada          | Defendeu o Cinturão Peso Mosca do UFC; Performance da Noite.  |
| Vitória | 28-5   | Steve Erceg                | Decisão (unânime)                     | UFC 301: Pantoja vs. Erceg                   | 04/05/2024  | 5     | 5:00  | Rio de Janeiro             | Defendeu o Cinturão Peso Mosca do UFC.                        |
| Vitória | 27-5   | Brandon Royval             | Decisão (unânime)                     | UFC 296: Edwards vs. Covington               | 16/12/2023  | 5     | 5:00  | Las Vegas, Nevada          | Defendeu o Cinturão Peso Mosca do UFC.                        |
| Vitória | 26-5   | Brandon Moreno             | Decisão (dividida)                    | UFC 290: Volkanovski vs. Rodríguez           | 08/07/2023  | 5     | 5:00  | Las Vegas, Nevada          | Ganhou o Cinturão Peso Mosca do UFC; Luta da Noite.           |
| Vitória | 25-5   | Alex Perez                 | Finalização (mata-leão mochilado)     | UFC 277: Peña vs. Nunes 2                    | 30/07/2022  | 1     | 1:31  | Dallas, Texas              | Performance da Noite.                                         |
| Vitória | 24-5   | Brandon Royyal             | Finalização (mata-leão)               | UFC on ESPN: Cannonier vs. Gastelum          | 21/08/2021  | 2     | 1:46  | Las Vegas, Nevada          | Performance da Noite.                                         |
| Vitória | 23-5   | Manel Kape                 | Decisão (unânime)                     | UFC Fight Night: Overeem vs. Volkov          | 06/02/2021  | 3     | 5:00  | Las Vegas, Nevada          |                                                               |
| Derrota | 22-5   | Askar Askarov              | Decisão (unânime)                     | UFC Fight Night: Figueiredo vs. Benavidez 2  | 18/07/2020  | 3     | 5:00  | Abu Dhabi                  |                                                               |
| Vitória | 22-4   | Matt Schnell               | Nocaute (socos)                       | UFC Fight Night: Edgar vs. The Korean Zombie | 21/12/2019  | 1     | 4:17  | Busan                      | Performance da Noite.                                         |
| Derrota | 21-4   | Deiveson Figueiredo        | Decisão (unânime)                     | UFC 240: Holloway vs. Edgar                  | 27/07/2019  | 3     | 5:00  | Edmonton, Alberta          | Luta da Noite.                                                |
| Vitória | 21-3   | Wilson Reis                | Nocaute Técnico (socos)               | UFC 236: Holloway vs. Poirier 2              | 13/04/2019  | 1     | 2:58  | Atlanta, Geórgia           |                                                               |
| Vitória | 20-3   | Ulka Sasaki                | Finalização (mata-leão)               | UFC Fight Night: Magny vs. Ponzinibbio       | 17/11/2018  | 1     | 2:18  | Buenos Aires               |                                                               |
| Vitória | 19-3   | Brandon Moreno             | Decisão (unânime)                     | UFC Fight Night: Maia vs. Usman              | 19/05/2018  | 3     | 5:00  | Santiago                   |                                                               |
| Derrota | 18-3   | Dustin Ortiz               | Decisão (unânime)                     | UFC 220: Miocic vs. Ngannou                  | 20/01/2017  | 3     | 5:00  | Boston, Massachusetts      |                                                               |
| Vitória | 18-2   | Neil Seery                 | Finalização (mata-leão)               | UFC Fight Night: Nelson vs. Ponzinibbio      | 16/07/2017  | 3     | 2:31  | Glasgow                    |                                                               |
| Vitória | 17-2   | Eric Shelton               | Decisão (dividida)                    | UFC on Fox: Shevchenko vs. Peña              | 28/01/2017  | 3     | 5:00  | Denver, Colorado           | Estreia no UFC.                                               |
| Vitória | 16-2   | Damacio Page               | Finalização (mata-leão)               | AXS TV Fights - RFA vs. Legacy Superfight    | 08/05/2015  | 2     | 5:00  | Robinsonville, Mississippi | Venceu o inaugural Campeonato Peso-Mosca do AXS TV Superfight |
| Vitória | 15-2   | Matt Manzanares            | Finalização Técnica (mata-leão)       | RFA 18 - Manzanares vs. Pantoja              | 12/09/2014  | 2     | 2:38  | Albuquerque, Novo México   | Pelo Cinturão Peso-Mosca do RFA                               |
| Vitória | 14-2   | Lincoln de Sá Oliveira     | Decisão (unãnime)                     | Shooto - Brazil 45                           | 20/12/2015  | 3     | 5:00  | Rio de Janeiro             | Pelo Cinturão Peso-Mosca do Shooto Brazil                     |
| Vitória | 13-2   | Daniel Araújo              | Finalização (mata-leão)               | WOCS 31 - Watch Out Combat Show 31           | 01/09/2013  | 1     | 2:13  | Rio de Janeiro             |                                                               |
| Vitória | 12-2   | Rodrigo Favacho dos Santos | Finalização (mata-leão)               | MMA Fight Show - Summer Edition              | 16/06/2013  | 1     | 4:29  | Arraial do Cabo            |                                                               |
| Vitória | 11-2   | Lincoln de Sá Oliveira     | Decisão (unânime)                     | Shooto - Brazil 32                           | 14/07/2012  | 3     | 5:00  | Rio de Janeiro             |                                                               |
| Vitória | 10-2   | Sandro Gemaque de Souza    | Nocaute (socos)                       | FA - Fatality Arena Fight Night 1            | 09/12/2011  | 3     | 3:58  | Niterói                    |                                                               |
| Vitória | 9-2    | Samuel de Souza            | Nocaute Técnico (cotoveladas e socos) | WFC 3                                        | 22/12/2010  | 1     | 1:23  | Arraial do Cabo            |                                                               |
| Vitória | 8-2    | Bruno Azevedo              | Finalização (mata-leão)               | Shooto - Brazil 18                           | 17/09/2010  | 1     | ---   | Brasília                   |                                                               |
| Derrota | 7-2    | Jussier Formiga            | Decisão (unânime)                     | Shooto - Brazil 16                           | 112/05/2010 | 3     | 5:00  | Rio de Janeiro             |                                                               |
| Vitória | 7-1    | Ralph Alves                | Decisão (dividida)                    | WOCS - Watch Out Combat Show 6               | 12/12/2009  | 3     | 5:00  | Rio de Janeiro             |                                                               |
| Vitória | 6-1    | Magno Alves                | Nocaute (socos)                       | WOCS - Watch Out Combat Show 5               | 27/09/2009  | 1     | ---   | Rio de Janeiro             |                                                               |
| Vitória | 5-1    | Michael William Costa      | Decisão (unânime)                     | Shooto - Brazil 13                           | 27/08/2009  | 3     | 5:00  | Fortaleza                  |                                                               |
| Vitória | 4-1    | Bruno Moreno               | Nocaute Técnico (interrupção médica)  | Shooto - Brazil 12                           | 30/05/2009  | 3     | 4:09  | Rio de Janeiro             |                                                               |
| Vitória | 3-1    | Gabriel Wolff              | Nocaute Técnico (interrupção médica)  | Shooto - Brazil 11                           | 28/03/2009  | 2     | 5:00  | Rio de Janeiro             |                                                               |
| Derrota | 2-1    | William Vianna             | Decisão (dividida)                    | WOCS - Watch Out Combat Show 2               | 25/09/2008  | 3     | 5:00  | Rio de Janeiro             |                                                               |
| Vitória | 2-0    | Peterson Malfort           | Nocaute Técnico (socos)               | RF - Rocinha Fight                           | 02/08/2008  | 2     | ---   | Rio de Janeiro             |                                                               |
| Vitória | 1-0    | Antônio Carlos             | Finalização (chave de braço)          | VF - Vila Fight                              | 21/07/2007  | 1     | ---   | Rio de Janeiro             |                                                               |

## Lutas em pay-per-view
| N. | Evento  | Luta                | Data                  | Local          | Cidade            | Vendas de PPV |
| -- | ------- | ------------------- | --------------------- | -------------- | ----------------- | ------------- |
| 1. | UFC 301 | Pantoja vs. Erceg   | 4 de maio de 2024     | Farmasi Arena  | Rio de Janeiro    | Não divulgado |
| 2. | UFC 310 | Pantoja vs. Asakura | 7 de dezembro de 2024 | T-Mobile Arena | Las Vegas, Nevada | Não divulgado |